# 송홍섭
송홍섭(1954년 10월 25일 ~)은 대한민국의 베이시스트, 작곡가, 음반 프로듀서, 음반 제작자, 대중가수이다.

## 생애
1978~1981년 사랑과 평화 활동을 시작으로, 1980년 김현식 1집 등에 참여하였다. 1983년 조용필의 위대한 탄생 합류하여 조용필 5집 음반 작업에 참여하였고, 1985년 조용필 7집 음반에서는 음악감독으로 유재하, 김광민, 정원영, 김종진, 전태관 등을 기용하며 밴드 인원을 직접 구성하는 등 당대 최고의 베이스 세션으로 활동하였다. 1980년대 후반부터 김현식, 한영애, 봄여름가을겨울 등의 음반 프로듀서로도 활동하였고, 90년대 들어서는 송 스튜디오를 설립하여 한국 대중음악사에서 중요한 의미를 가진 유앤미블루, 어어부 밴드, 신윤철, 삐삐밴드의 음반 비롯해 여러 음반을 제작했다. 2000년 이후 임재범, 박정현, 봄여름가을겨울 등의 투어 공연에서 음악감독 및 세션으로 활동하였다. 건강악화 등 음악 외적인 이유로 한동한 공백기를 보낸 후 2006년 2집 《Meaning of Life 1》을 발표하였다. 한국의 100대 명반 (경향신문, 네이버 선정 ) 중 11개의 음반에 참여하였다.
현재 호원대학교 실용음악과 겸임교수로 재직하고 있으며 2019년 1월부터 가평뮤직빌리지의 대표로 활동하고 있다.

## 음반

### 정규 음반
- 사랑과 평화 2집 《뭐라고 딱꼬집어 얘기할 수 없어요》 (1979)
- 1집 《내일이 다가오면》 (1991)
- 2집 《Meaning of Life 1》 (2006)
- 3집 《Love You …honey》 (2009)

### 비정규 음반
- 그섬에 가고 싶다 (To The Starry Island) [ost]
- 송홍섭 앙상블 Chapter I (2017)
- 송홍섭 앙상블 Chapter II (2017)

## 수상경력
- 2017년 대한민국 대중문화예술상 국무총리상 수상
- 1992년 제3회 서울 가요대상 최고 편곡자상 수상(만남, 오늘같은 밤이면)
- 1991년 Music Box 가요대상 편곡부문 수상(내사랑 내곁에 등)
- 1989년 Music Box 가요대상 편곡부문 수상(누구없소, 코뿔소 등)